# جون فينيغان
جون فينيغان (بالإنجليزية: John Finnegan)‏ هو لاعب كرة قدم بريطاني، ولد في 3 يوليو 1943 في غلاسكو في المملكة المتحدة. لعب مع إبسفليت يونايتد ونادي ميلوول.